# Fallout 4
A Fallout 4 egy 2015-ben megjelent akció-szerepjáték, melyet a Bethesda Game Studios fejlesztett, és a Bethesda Softworks jelentetett meg. A játék az ötödik szerepjáték a Fallout-sorozatban, mely 210 évvel a Nagy Háború után, 2287-ben játszódik a posztapokaliptikus Bostonban, főhőse pedig a 111-es Menedék egykori lakója, a Sole Survivor (Egyedüli Túlélő). A játékmenet a Fallout 3-hoz hasonló, de az alapok ugyanazok, mint a legelső részekben: küldetések teljesítésével a főhős tapasztalati pontot kap, melyet saját fejlődésére használhat fel. Az abszolút nemlineáris játékmenet során a játékos első- vagy harmadik személyű nézetet is használhat. Lehetőségünk van csapattársak toborzására is, akik aztán segítenek a harcban. Lényeges újítás az építkezés bevezetése, melynek során különféle nyersanyagok felhasználásával új dolgokat lehet építeni, mely odavonzza a környékbeli, biztonságos helyet kereső lakosokat is, egyfajta új települést alapítva így. Ez az első Fallout-epizód, ahol mindenki, beleértve a főhőst is, teljes mértékben le lett szinkronizálva.
A Fallout 4 jó kritikákat kapott: dícsérték a nyílt világát, a történetet, a karaktereket, az alkotási lehetőségeket, és a zenét. Kritika illette viszont a jelentősen leegyszerűsített szerepjáték-elemeket, és a bosszantó technikai problémákat. Hat kiegészítő csomag jelent meg hozzá, ebből az "Automatron", a "Far Harbor" és a "Nuka-World" önálló sztoriszál.

## Játékmenet
A Fallout 4 játékmenete nagyon hasonló a Fallout 3 és a Fallout: New Vegas játékmenetéhez. Alapvetően első személyű nézetből játszható (melyet immár az id Software megoldása alapján kiviteleztek), opcionálisan harmadik személyű nézőponttal, illetve a játéktérképen való szabad vándorlással. A legfontosabb újítás a rétegenként módosítható és változtatható páncélrendszer, a bázisépítés, a teljes egészében szinkronizált (de egyben leegyszerűsített) 110 ezer soros párbeszédrendszer, valamint a továbbfejlesztett tárgykészítési rendszer. Az ellenségek nagy része, mint a vakondpatkányok, fosztogatók, szupermutánsok, halálkarmok, és ghoulok visszatérnek az előző részekből - ahogy visszatér a korábbi epizódokból ismerős kutya, akit itt is Dogmeat-nek hívnak.
A játéktéren bármelyik helyszín elérhető felfedezés után gyorsutazással. Alapértelmezésben 50 fegyver van a játékban, de módosításokkal közel 700 féle kombináció érhető el. A játék ikonikus részét képező erőpáncél is átdolgozásra került: alapvetően olyanná vált, mint egy mozgó jármű, amelyet akár már a játék elejétől lehet használni, megfelelő karbantartás és erőforrásigény kielégítése segítségével. Egyes helyeken saját településeket építhetünk, megfelelő energiaellátás, vízforrás, és élelemforrás biztosítása mellett lakókat toborozhatunk, a védelmükre pedig külön fegyverrendszert építhetünk ki.
Ebben az epizódban is szerepel a Pip-Boy, mint beépített információs rendszer, amelyet immár egy okostelefonos alkalmazás segítségével is irányíthatunk. A körökre osztott harcrendszer (V.A.T.S.) átalakításra került annyiban, hogy a játék most már nem áll meg ilyenkor, csak belassul. Ebben a módban lehetőség van előre megadott akciópontok felhasználásával különböző testrészekre célzott lövéseket leadni, és már kritikus találatot is csak ebben a módban vihetünk be.
Megváltoztatták a szintlépés menetét is. A játék elején legenerált karaktert ugyanúgy a SPECIAL-rendszer segítségével lehet létrehozni, de most minden karakter alapvetően alacsonyabb szintről indul, ugyanis szintlépésenként ennek értékei is megváltoztathatók. Emellett 275 féle perket is lehet választani minden szintlépésnél, amelyek továbbfejleszthetőek és új perkeket hozhatnak elő. A szintlépésnek nincs felső határa, és a játék sem ér véget az utolsó küldetés teljesítésével.
13 különféle csapattársat is választhat a játékos, de ebből egyszerre mindig csak egyet vihetünk magunkkal. Némelyikükkel románc kialakítására is lehetőség van, és akárcsak a Fallout 2-ben, ezúttal is el tudnak végezni helyettünk bizonyos feladatot, ha történetesen az ő képzettségük magasabb, mint a miénk. Bárki is legyen velünk (Dogmeat, a kutya kivételével), az figyeli, hogy beszélgetés közben milyen párbeszéd-lehetőségeket választunk, és ennek megfelelően kap az adott karakter ún. affinitás-pontokat. 1000 ilyen pont elérése esetén a csapattárs "bálványozni" kezdi karakterünket, és kap egy speciális, csak rá jellemző perket is. Fordított esetben a csapattárs el is hagyhat minket, egyes esetekben ránk is támadhat.

## Cselekmény
A Fallout 4 helyszíne Boston és környéke, a "Commonwealth", egész pontosan ami megmaradt belőle 2287-re a 210 évvel korábban történt Nagy Háború után (melynek közvetlen előzményei és történései a korábbi játékokból már ismertek voltak). Az előző epizódokkal ellentétben ez a rész pontosan a háború kitörésének napján, 2077. október 23-án indul, amikor is az általunk generált karakter és családja a közelben lévő 111-es Menedékben vészelik át az atomcsapást, majd egy hibernációs fázis miatt rögtön két évszázadot ugrunk az időben.
Akárcsak a korábbi epizódokban, úgy itt is egy alternatív idősíkon zajlanak az események, de már a múlttól kezdve, ugyanis a 2070-es évekre is az 1940-es, 1950-es évek atomháborús hisztériája volt a jellemző, mégpedig érdekes módon ugyanazokkal a technikai és kulturális vívmányokkal, de modern köntösben. Például a tudomány már elég fejlett ahhoz, hogy lézerfegyvereket gyártsanak, vagy képes legyen az emberiség a génmanipulálásra, vagy akár mesterséges intelligenciák készítésére - ennek ellenére az atomenergia széles körben elterjedt, a nyomtatott áramkörök és a mikroelektronika helyett az elektroncsövek alkalmazása az általános.
A játék október 23-a reggelén indul Sanctuary Hills kisvároskájában, ami a Massachussetts állambeli Concord közelében található. Főhősünk és házastársa (Nate vagy Nora, függően karakterünk nemétől), valamint csecsemő gyerekük, Shaun, és robotszolgájuk, Codsworth, épp otthon tartózkodnak, amikor a Vault-Tec dolgozója becsenget hozzájuk, meghozva a belépőket a közeli 111-es Menedékbe. Néhány pillanattal később bemondják a tévében, hogy New York és Philadelphia városát atomtámadás érte, majd megszakad a közvetítés, és beindulnak a légvédelmi szirénák. A kialakuló pánikhelyzetben a család megindul a Menedék felé. Még megpillanthatják, ahogy egy atombomba becsapódik Boston külvárosába, majd egy lift szinte az utolsó pillanatban a föld alá viszi őket. Nem tudván arról, hogy a Vault-Tec Menedékei egyben emberkísérleti telepek is, orvosi vizsgálatnak hazudva hibernálják valamennyiüket. A hibernációból ismeretlen idő eltelte után tér magához a főhősünk, aki csak annyit lát, hogy ismeretlen alakok elrabolják Shaunt, a házastársát pedig megölik. Ezután ismét hibernálódik, majd sok idő elteltével ébred fel, egy rendszermeghibásodás következtében. Feltett céljává válik házastársa halálát megbosszulni és fiát, Shaunt megmenteni.
Sanctuary Hills-be visszatérve döbbenten tudja meg a még mindig működőképes Codsworth-től, hogy 210 év telt el a háború óta, és most 2287-et írunk. Codsworth azt javasolja, hogy a közeli Concordban próbáljunk segítséget keresni. Útja során az Egyedüli Túlélő összebarátkozik egy Dogmeat nevű német juhászkutyával, és segít a Minutemen nevű csoportosulásnak, hogy biztos helyre meneküljenek Sanctuary Hills-ben. Ezután Diamond Citybe utazik, mely a valamikori Fenway Park baseball-stadionban épült fel. Itt Pipertől megtudja, hogy egy rejtélyes szervezet, az Intézet (Institute) tartja rettegésben a környéket, mert embereket rabolnak el, és a helyükre szintetikusokat helyeznek: robotokat, akik a megszólalásig hasonlítanak az emberekre.
Miután megtalálja és megmenti a szintetikus Nick Valentine-t, megtudja, hogy a feleségét egy bizonyos Conrad Kellogg ölte meg. Elkapja Kelloggot, aki elmondja neki, hogy Shaunt az Intézet rabolta el. Miután megölte őt, kinyer a fejéből egy chipet, amellyel hozzáfér a férfi emlékeihez. Az események közben egy hatalmas léghajó, a Prydwen fedélzetén megérkezik az Acél Testvérisége is, és kiderül, hogy az Intézmény területére kizárólag teleportálással lehet bejutni, mert el van zárva a külvilágtól. Egy másik szervezet, a Railroad segítségével sikerül az eszköz tervrajzait megszerezni, és a játékos választása szerint az Acél Testvérisége, a Minuteman, vagy a Railroad segítségét kérheti a bejutáshoz.
Az Egyedüli Túlélő bejut az Intézetbe, és megtudja, hogy annak vezetője, az Apa, nem más, mint az ő fia, Shaun, aki egy öregember, mert a hibernációból jóval korábban vették ki, mint őt. Hatvan éve vitték el, mert tiszta, sugárzástól mentes DNS-e fontos volt az Intézet számára. Shaun, aki rákban haldoklik, megkér minket arra, hogy vegyük át a helyét - dönthetünk így is, de választhatjuk azt is, hogy megsemmisítjük a helyet, és ebben az esetben a három rivális frakció valamelyikével kell szövetkeznünk a többi ellen. Végül egy bombával semmisíthetjük meg az Intézetet, illetve ezt követően, ha a Minutemen frakció mellé álltunk, akkor a többiekkel is le kell még számolnunk.

## Karakterek
Főhősünkön kívül 13 különböző szereplő lehet csapattársunk. Dogmeat, a hűséges német juhászkutya az egyetlen, aki egész biztosan a társunk lesz, és hat további van közöttük, akivel a főküldetés során mindenképp találkozunk. Ők Codsworth, a hűséges házirobot, Deacon, a Railroad ügynöke, John Hancock, Goodneighbor polgármestere, Nick Valentine, a szintetikus nyomozó, Piper Wright riporter, és Preston Garvey, a Minutemen vezetője. A maradék hat a következőkből áll: Cait, az ír származású ketrecharcos, Curie, a szintetikussá vált robot-tudós, Danse, az Acél Testvériségének egyik paladinja, MacCready, a zsoldos, Strong, az emberekkel szimpatizáló szupermutáns, és X6-88, az Intézet szintetikus fejvadásza. Heten közülük romantikus kapcsolatba is léphetnek a főhőssel, függetlenül annak nemétől.

## Fejlesztés
A játék első tervei még 2009-ben készültek el. Todd Howard vezető fejlesztő szerette volna egy rövid jelenet erejéig bemutatni azt is, hogy milyen volt az élet a háborút megelőzően. Ennek mentén indult meg a tervezés, Pélyi István grafikai tervező közreműködésével, aki már a Fallout 3 DLC-in is dolgozott. Mivel a Bethesda ekkoriban még teljes figyelmét a The Elder Scrolls V: Skyrim fejlesztésének szentelte, ezért a Fallout 4 csak ennek kiadását, valamint támogatásának befejezését követően, 2013 közepétől tudott érdemben készülni.
Az előző két résszel ellentétben a Gamebyro grafikus motort lecserélték a Skyrim-ben használt Creation Engine-re. A játék egy teljesen új karaktertervező felületet kapott, ahol már nem csúszkákon, hanem az egér/gamepad segítségével lehet állítani az egyedi tulajdonságokon. Már a fejlesztés leleplezésekor elárulta a Bethesda, hogy a játék Full HD minőségben fog futni az aktuális konzolgeneráción (PlayStation 4, Xbox One), és hogy mobileszközök segítségével második képernyőn is látható lesz a Pip-Boy tartalma. Az előző részekkel ellentétben a játékos karaktere is teljesen le lett szinkronizálva: Brian T. Delaney és Courtenay Taylor lettek a szinkronhangjai, nemtől függően.
Todd Howard azt is bejelentette, hogy a PC-s változathoz készülő MOD-ok használhatóak lesznek Xbox alatt, és reményei szerint PlayStation alatt is. Mivel a Skyrim esetében a fizetős MOD-rendszer bukás lett, ezért a Fallout 4 esetében ez már fel sem merült. Készítésükhöz a Creation Kit-et használhatják a felhasználók, mely 2016-ban konzolokra is megjelent.
A Creation Engine továbbfejlesztésre került, és még szebb grafikai megjelenítésre képes. A legjelentősebb újítás a korábbi epizódokhoz képest megnövelt látótávolság. A dinamikus fényeknek köszönhetően bármilyen tárgy képes realisztikus árnyékot vetni. Megjelent a motion blur, a temporális élsimítás, a magaslati köd, és még számos újítás, többek között élethű hatású nedves felületek és szélfújás. Változott a karakterekkel történő beszélgetés módja is, a Fallout 3 és a New Vegas fix kamerás, szemtől szembeni beszélgetéseit felváltották a változó kameraállások. A párbeszédek dinamikusak, tartalomérzékenyek, és a játékos számára mindig adott a lehetőség, hogy bármikor kihátráljon egy beszélgetésből.

## Kiegészítők
A játékhoz hat hivatalos DLC jelent meg, és egy textúrafrissítés
- Automatron: főhősünkhöz csatlakozik egy robot, aki nem tudta megvédeni gazdáit egy támadástól, ezért bosszút esküszik a gyilkosuk ellen. A kiegészítő telepítése után lehetővé válik, hogy mi magunk is építsünk robotokat. (2016. február 16.)
- Wasteland Workshop: játékelemeket nem tartalmaz, hanem helyette rengeteg olyan eszközt és tárgyat, mellyel a játékban található építkezési módot lehet még jobban kihasználni. (2016. április 12.)
- Far Harbor: egy nyomozós történetben kell megtalálnunk a Nakano család eltűnt kislányát, Kasumit. Kiderül, hogy a lány egy ideje kapcsolatban állt Acadiával, egy Maine államban található szigettel, ahol szökevény szintetikusok élnek. A közösséget az Atom Gyermekei fenyegetik, csak rajtunk áll, hogy segítünk-e rajtuk, és ha igen, hogyan.  (2016. május 19.)
- Contraptions Workshop: a kiegészítő szintén csak az építkezést teszi egyszerűbbé, melynek segítségével már különféle elmés szerkezeteket is építhetünk. (2016. június 21.)
- Vault-Tec Workshop: egy rádióadó a 88-as Menedékbe hív minket, amelynek az egyetlen lakója Barstow, a ghoul, aki a befejezetlen menedék rabja lett.  Kérésére neki kell látnunk annak befejezésének, majd fel kell töltenünk emberekkel, akiken el kell végezni a Vault-Tec által korábban megadott feladatokat. (2016. július 26.)
- Nuka-World: utunk egy háború előtti vidámparkba visz, amelynek rabjaivá válunk, s melyből csak a fosztogatók legyőzése után szabadulhatunk ki. (2016. augusztus 30.)
- High Resolution Texture Pack: ez az ingyenesen elérhető kiegészítő magas felbontású textúrákat tesz elérhetővé PC-n (2017. február 6.)